# クラッシュ・シティ・ロッカーズ
「クラッシュ・シティ・ロッカーズ」 (Clash City Rockers) は、ザ・クラッシュのシングル曲。シングルが最初に発売されたのは1978年2月で、B面にはジョー・ストラマーがパプ時代に作った曲を再構成した「ジェイル・ギター・ドアーズ」が収録。
後の米国盤『白い暴動』ではオープニングトラックになっている。
最初に演奏されたのはフランス、ランド県のモン＝ド＝マルサンでの1977年8月のライヴで、同年の10月から11月のCBSスタジオでのセッションで録音された。『アウト・オブ・コントロール・ツアー』後の口論からミック・ジョーンズとポール・シムノンは互いに口を聞かなくなっており、ストラマーを中継役として指示や侮辱を互いに伝えあった。マネージャーのバーニー・ローズは音が若干低く聞こえることから半音上げることを決定し、12月にプロデューサー、ミッキー・フット（ストラマーが101'ersの頃からの付き合いで、アルバム『白い暴動』やシングル「白い暴動」も手がけている）の手で編集された。当時はストラマーとジョーンズがジャマイカに行っており不在。
クラッシュの最初の自伝曲であるこの曲は概してポジティブで前進的であり、当時のクラッシュの曲に共通するテーマへの再訪である。特に先行きの見えない仕事や、人生の目的を持つことに関して。曲の中間部はイギリスの古い童謡「オレンジとレモン (en:Oranges and Lemons)」を元に、デヴィッド・ボウイやゲイリー・グリッター、プリンス・ファー・アイ (en:Prince Far-I) の名を引用している。グリッターの名を使った皮肉な歌詞について、ジョーンズは忘れておらず、グリッターのスキャンダルを受けて2003年12月のアンカット誌にこう語っている。
「グリッターの詞? ああ、当時はインターネットなんかなかったしね（ニヤリ）」
モンテビデオには、店名をこの曲名からとったパブがある。

## 順位
| チャート             | 最高位 | 日付 |
| -------------------- | ------ | ---- |
| 全英シングルチャート | 35     |      |